# دانیله تاکونی
دانیله تاکونی (انگلیسی: Daniele Tacconi؛ زادهٔ ۱۸ نوامبر ۱۹۶۰) بازیکن فوتبال اهل ایتالیا است.
از باشگاه‌هایی که در آن بازی کرده‌است می‌توان به باشگاه فوتبال پروجا، باشگاه فوتبال مونتسا، باشگاه فوتبال رجانا، باشگاه فوتبال دلفینو پسکارا، و باشگاه فوتبال آ.ث. میلان اشاره کرد.
وی همچنین در تیم ملی فوتبال زیر ۲۱ سال ایتالیا بازی کرده‌است.